# Diaura
Diaura (ディオーラ, Diōra) é uma banda rock visual kei japonesa de quatro membros, atualmente com um contrato assinado com a gravadora Ains, eles estavam anteriormente sob a Galaxy Inc.
 A banda foi formada em dezembro de 2010 por Yo-ka (ex-roadie de Valluna e Megamasso), Kei (ex-Valluna), Yuu (ex-Valluna), e posteriormente o recrutado Shoya. O seu quarto membro atual e então baterista de apoio, Tatsuya, foi posteriormente adicionado ao grupo como um membro oficial após a partida do ex-baterista Yuu do grupo devido a tendinite. Seu single de estreia "Shitsuyoku no Seiiki" foi lançado em 19 de janeiro de 2011. Diaura lançou seu primeiro álbum de estúdio completo, Genesis, em 21 de março de 2012 e seu segundo álbum de estúdio completo, Focus, em 4 de dezembro de 2013.

## Biografia

Logotipo da banda

DIAURA foi formada por ex-membros do Valluna Yo-ka e Kei em 15 de dezembro de 2010. O baixista Shoya tinha se juntado ao grupo em março de 2011 e o baterista Yuu em agosto daquele ano. Seu primeiro single, "Shitsuyoku no Seiiki", foi lançado em 19 de janeiro de 2011.
Em outubro de 2012, Yuu havia anunciado sua saída do DIAURA, devido a tendinite. Meio ano depois, em abril de 2013, o atual baterista Tatsuya tinha se juntado ao grupo. Anteriormente, Tatsuya foi um baterista de apoio do DIAURA por aproximadamente 10-11 meses antes de ser feito um membro oficial do grupo.
O álbum Versus foi lançado em 29 de novembro de 2017 e alcançou a 30° posição nas paradas semanais da Oricon e a segunda posição nas paradas "Indies Album".
Em 2020, lançaram o single "Envy" em 4 de março e "Hydra" em 1 de abril. Foram ranqueados em décimo quinto lugar no ranking de artistas visual kei da JRock News de 2020.

## Membros
- Yo-ka (よーか) - vocais
- Kei (佳衣) - guitarra
- Shoya (翔也) - baixo
- Tatsuya (達也) - bateria

Ex-membro(s)
- Yuu (勇) - bateria (2010–2012)

## Discografia[9]
Álbuns de estúdio
| Título   | Lançamento             | Posição nas paradas | Posição nas paradas |
| Título   | Lançamento             | Oricon              | Oricon              |
| Título   | Lançamento             | Parada semanal      | Indies Albums       |
| -------- | ---------------------- | ------------------- | ------------------- |
| Genesis  | 21 de março de 2012    | 168                 | -                   |
| Focus    | 4 de dezembro de 2013  | 49                  | -                   |
| Triangle | 26 de novembro de 2014 | 33                  | 2                   |
| Versus   | 29 de novembro de 2017 | 30                  | 2                   |

Álbuns de compilação
- INCOMPLETE (15 de dezembro de 2015)

Mini álbuns
- Dictator (10 de agosto de 2011)
- Reborn (13 de março de 2013)
- My Resistance (1 de novembro de 2016
- Definition (13 de fevereiro de 2019)

Singles
- "Shitsuyoku no Seiiki" (失翼の聖域; Sanctuary of Wing Loss, 19 de janeiro de 2011)
- "Beautiful Creature" (23 de março de 2011)
- "Beautiful Creature 2nd Press" (15 de junho de 2011)
- "Imperial "Core"" (12 de novembro de 2011)
- "Reason for Treason" (9 de junho de 2012)
- "To Enemy" (7 de julho de 2012)
- "Judgement" (28 de agosto de 2012)
- "Evils" (24 de outubro de 2012)
- "Whiteness" (20 de fevereiro de 2013)
- "Sirius/Lily" (10 de julho de 2013)
- "Shitsuyoku no Seiiki" (失翼の聖域; Sanctuary of Wing Loss,  28 de agosto de 2013) (Regravação)
- "Menace/Kyoukai-sen" (1 de março de 2014)
- "Horizon" (9 de agosto de 2014)
- "Silent Majority" (9 de agosto de 2014)
- "Blind message" (3 de setembro de 2014)
- "Ruin" (20 de maio de 2015)
- "INFECTION" (16 de dezembro de 2015)
- "ENIGMA" (3 de março de 2016)

DVDs
- 独-Dictator-裁 (3 de agosto de 2011)
- Master (30 de novembro de 2011)
- Judgement Day (28 de agosto de 2012)